# Artothèque (La Réunion)
Pour un article général, voir Artothèque.
L'Artothèque est une artothèque de l'île de La Réunion, département et région d'outre-mer français dans le sud-ouest de l'océan Indien. Elle est située dans le centre culturel Le Sud, installé dans l'ancien tribunal de première instance de Saint-Pierre, à Saint-Pierre, depuis fin 2024. Elle se trouvait auparavant au 26 de la rue de Paris, à Saint-Denis, où elle voisinait avec le musée Léon-Dierx, qui doit à terme récupérer ses anciens locaux. Elle est gérée par le conseil départemental de La Réunion.